# Société wallonne des eaux

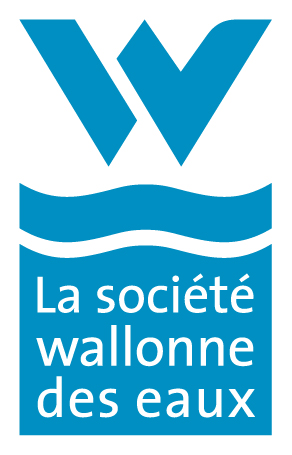
Logo van de Société wallonne des eaux

De Société wallonne des eaux (SWDE) (Nederlands: Waalse Watermaatschappij, Duits Wallonische Wassergesellschaft) is de belangrijkste naamloze vennootschap voor de productie en distributie van drinkwater in Wallonië. De statuten van de SWDE werden goedgekeurd bij Besluit van de Waalse Regering van 25 januari 2007.

## Geschiedenis
De staatshervorming in 1980 draagt drinkwatervoorziening als bevoegdheid over aan de gewesten. Daardoor ontstond de nood om de Nationale Maatschappij der Waterleidingen te gaan opdelen in een Vlaamse en een Waalse kant. Aan de Vlaamse zijde wordt de watervoorziening geregeld door een vijftal bedrijven, verenigd in AquaFlanders en onder toezicht van de Vlaamse Milieumaatschappij, aan Waalse zijde door de Société wallonne des eaux en in Brussel door Vivaqua.
In 2015 bestreek de organisatie 209 van de 262 Waalse gemeenten, met 1.066.539 aansluitingen, wat neerkomt op 2.441.238 klanten, of ongeveer 70% van de Waalse bevolking en 65% van het grondgebied. Ze hadden een productie van 166.039.113 kubieke meter water in 2015.